# Kyōshi Sugita

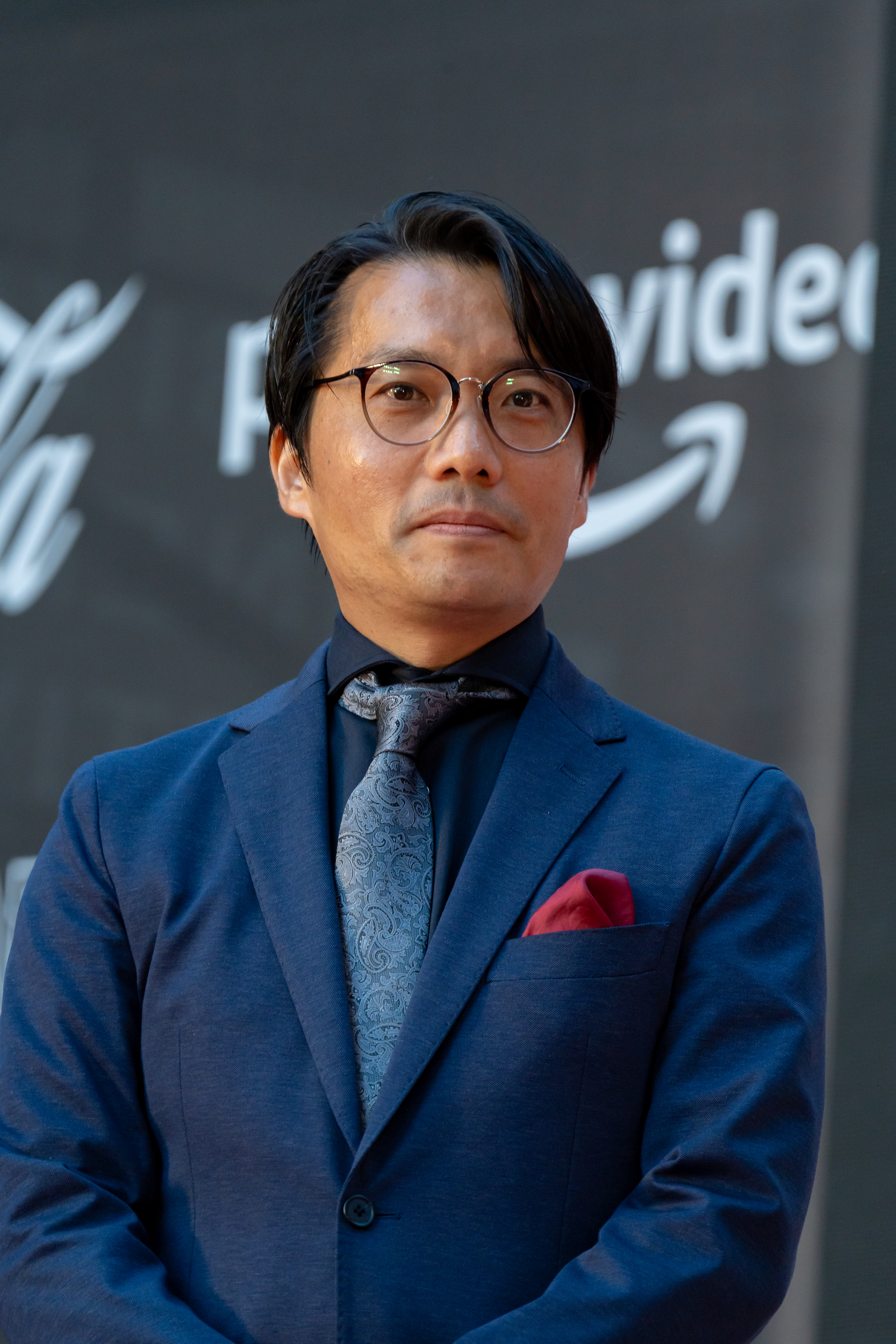
Kyōshi Sugita

Kyoshi Sugita (1977- ) es un director de cine japonés. 

## Carrera
En 2011, su primer largometraje One Song fue seleccionado para la sección Japanese Eyes del 24º Festival Internacional de Cine de Tokio y se estrenó en cines en 2012.
Su segunda película, Song of Light, fue seleccionada para el Festival Internacional de Cine de Tokio de 2017 y el Festival Internacional de Cine de Jeonju de 2018, y se estrenará en cines en 2019. La película recibió grandes elogios en varios periódicos importantes y en la revista cinematográfica Kinema Junpo, y el boca a boca también se extendió, lo que propició su estreno en salas de todo el país.
Ha publicado las novelas River Lovers y One Song (en la revista literaria Subaru) y participado como fotógrafo en el cuarto poemario del poeta Koichi Masuno, Uta Long Long Short Song Long (Raitosha), entre otras actividades.
En 2021, su tercer largometraje, Haruhara-san no Uta (Canciones de Haruhara-san), basado en un poema tanka de la poetisa Naoko Azuma, ganó el Gran Premio, el Premio al Actor y el Premio del Público en el Festival Internacional de Cine de Marsella (FID). En otoño del mismo año, la película se proyectó en el Festival de Cine de Nueva York como una de las promesas internacionales a seguir.

## Largometrajes
- Haruhara-san’s Recorder (2021)